# Klaus Kurck
Klaus Jäppeson Kurck (Klaus Jaakonpoika Kurki), född på 1430-talet, död omkring 1474, var en finländsk lagman.
Kurck var verksam i övre Satakunta, där han innehade ättens stamgods Laukko gård. Han är främst känd genom den ryktbaraste dikten från senmedeltiden i Finland, Elins död, som berättar om hur han på en tidigare älskarinnas anstiftan av svartsjuka innebrände sin nyblivna hustru Elina och parets lille son. Dikten levde kvar i den muntliga traditionen i bygden ända till 1800-talet. Dess verklighetsbakgrund har trots en livfull miljöskildring betvivlats. Gustaf von Numers har i sitt skådespel Klaus Kurck och liten Elin behandlat detta ämne.
Han var far till biskop Arvid Kurck.